# Henri Lehmann
Charles Ernest Rodolph Henri (Karl Ernst Rudolph Heinrich) Lehmann (født 14. april 1814 i Kiel, død 30. marts 1882 i Paris) var en fransk maler.